# Stichelia simpla
Stichelia simpla är en fjärilsart som beskrevs av William James Kaye 1913. Stichelia simpla ingår i släktet Stichelia och familjen Riodinidae. Inga underarter finns listade i Catalogue of Life.